# Universidad de Tokushima
La Universidad de Tokushima (徳島大学; Tokushima Daigaku, abreviado como 徳大 Tokudai) en Tokushima, Japón, es la segunda universidad más antigua de Japón.